# Liste der Monuments historiques in Poisieux
Die Liste der Monuments historiques in Poisieux führt die Monuments historiques in der französischen Gemeinde Poisieux auf.

## Liste der Objekte
| Bezeichnung                                   | Beschreibung    | Standort                       | Kennzeichnung | Schutzstatus | Datum | Bild |
| --------------------------------------------- | --------------- | ------------------------------ | ------------- | ------------ | ----- | ---- |
| Ölgemälde Heiliger Martin                     | 1775            | in der Kirche St-Martin (Lage) | PM18001261    | Inscrit      | 2010  |      |
| Ölgemälde Betende heilige Katharina von Siena | 17. Jahrhundert | in der Kirche St-Martin (Lage) | PM18001262    | Inscrit      | 2010  |      |